# Смирнов Дмитро Миколайович (композитор)
Дмитро Миколайович Смирнов, також підпис: Дмитро М. Смирнов та літературний псевдонім: Д. Смирнов-Садовский (2 листопада 1948, Мінськ — 9 квітня 2020, Вотфорд) — радянський та британський композитор.

## Біографія
Народився в родині оперних співаків Миколи Трохимовича Сєнькіна (сценічний псевдонім Садовський, 1914—1999) та Євгенії Олександрівни Смирнової (1914—2003). Закінчив музичне училище в місті Фрунзе (нині Бішкек) в 1967 році, а потім Московську консерваторію в 1972 році. Серед його вчителів Едісон Денисов, Микола Сидельников, Юрій Холопов, Філіп Гершкович. Із 1973 по 1980 рік працював редактором у видавництві «Советский композитор». Член Спілки композиторів СРСР із 1974 року. Отримав першу премію за Соло для арфи на Міжнародному тижні арфи в Маастрихті в 1976 році.
У 1979 році на VI Всесоюзному з'їзді радянських композиторів у доповіді Тихона Хрєнникова музика Дмитра Смирнова піддалася жорсткій критиці, і Смирнов потрапив у так звану «хрєнниковську сімку» — «чорний список» для семи композиторів.
У 1989 році були поставлені його опери на сюжети Вільяма Блейка «Тіріель» у Фрайбурзі (Німеччина) та «Тель» в Лондоні. У тому ж році його Перша симфонія «Пори року» була виконана на Тенглвудському фестивалі в США.
Смирнов був одним із ініціаторів і організаторів другої Асоціації сучасної музики, заснованої в Москві в 1990 році. Широко відома історична фотографія дванадцяти організаторів нової асоціації сучасної музики, на якій (крім Смирнова та Фірсової) можна бачити також композиторів Олександра Вустіна, Віктора Екімовського, Юрія Каспарова, Леоніда Грабовського, Фарадж Караєва, Володимира Тарнопольського, Владислава Шутя, Миколи Корндорфа — і П'єра Булеза, який приїхав, щоб особисто бути присутнім при відродженні асоціації та виступив на першому концерті (2 березня 1990 року).
Був одружений з композитором Оленою Фірсовою.
У 1991 році Смирнов емігрував до Великої Британії. Викладав у Кембриджі (1992), в Дартінгтоні (графство Девоншир, 1992), у 1993-97 професор композиції в Кілському університеті (графство Стаффордшир), у Голдсмітс-коледжі (Лондон, 2002).
Його музику виконували такі диригенти, як Мартін Браббінс, Сер Ендрю Девіс, Денніс Девіс Рассел, Олівер Кнуссен, Рейнберт де Леу, Єжи Максимюк, Лев Маркіз, Ріккардо Муті, Геннадій Рождественський, Василь Синайський, Ян Паскаль Тортельє, Гюнтер Шуллер та інші.
Смирнов — автор літературних і музично-теоретичних праць, книг і статей про музику Антона Веберна, П'єра Булеза, Дьордя Лігеті, Браяна Фернехоу, Ігоря Стравинського, Дмитра Шостаковича, Едісона Денисова, Альфреда Шнітке, Софії Губайдуліної та інших. Його книга про Філіпа Гершковича «Геометр звукових кристалів» і книга «Анатомія теми у фортепіанних сонатах Бетховена» були опубліковані англійською мовою видавцем Ернстом Куном у Берліні.
Помер 9 квітня 2020 року від коронавірусу в лікарні міста Вотфорд; про це повідомили на його сторінці у Facebook.

## Вибрані твори

### Великі жанри
- «Перший фортепіанний концерт» (1971)
- «Потрійний концерт № 1» для саксофона, фортепіано та контрабаса зі струнним оркестром і ударними (1977)
- «Другий фортепіанний концерт» (1978) → див. на YouTube [Архівовано 3 червня 2020 у Wayback Machine.]
- "Перша симфонія «Пори року» (1980) → див. на YouTube
- «Друга симфонія „Доля“ (1982) для чотирьох солістів, хору та оркестру на вірші Фрідріха Гельдерліна
- „Нічні рими“ кантата для голосу та оркестру на вірші О. С. Пушкіна (1982) → див. на YouTube [Архівовано 11 жовтня 2016 у Wayback Machine.]
- „Тіріель“, опера Вільяма Блейка (1983—1985)
- „Тель“, камерна опера Вільяма Блейка (1986)
- „Моцарт-Варіації“ (1987) → див.на YouTube [Архівовано 11 квітня 2020 у Wayback Machine.]
- „Пісня Свободи“, ораторія текст Вільяма Блейка (1991)
- „Віолончельний концерт“ (1992)
- „Пісня Пісень“, ораторія на текст Пісні пісень Соломона (1997)
- „Потрійний концерт № 2“ для скрипки, арфи та контрабаса з оркестром (2003)
- „Red Bells“ („Червоні дзвони“, пам'яті Дмитра Шостаковича). Перша частина „Родинного концерту“ для фортепіано та семи інструментів, написаного спільно з Оленою Фірсовою та Алісою Фірсовою (2005) → див.на YouTube [Архівовано 6 жовтня 2015 у Wayback Machine.]
- „Реквієм“ для чотирьох солістів, хору та оркестру (2006)
- „Зодіак“ для великого оркестру, op. 165, 52' (2010—2012)
- Бетховен/Смирнов. „Папагено-варіації“ на тему Моцарта для симфонічного оркестру (2012)

### Вокально-інструментальна музика
- „Печаль минулих днів“ для голосу, флейти, ударника, скрипки та віолончелі на вірші О. С. Пушкіна (1976) → див. на YouTube [Архівовано 16 серпня 2017 у Wayback Machine.]
- „Пори року“ для голосу, флейти, альта та арфи на вірші Вільяма Блейка (1979)
- „Пісні Долі“ для голосу та органу на вірші Фрідріха Гельдерліна
- „Кременистий шлях“ для голосу та віолончелі на вірші М. Ю Лермонтова (2002)
- „Самотній мандрівник“ для голосу та віолончелі на вірші М. Ю Лермонтова (2007)
- „Від сосни до місяця“ для голосу та віолончелі на вірші М. Ю Лермонтова (2009)
- „Мрії мандрів“ для голосу та п'яти інструментів на вірші Мацуо Басьо (2003—2004)
- Д. Смирнов / О. Фірсова / А. Фірсова. „Кубла-хан“. Бачення уві сні. Вірші Семюела Тейлора Колріджа. Для тенора (або сопрано), баяна, скрипки та віолончелі [Дмитро Смирнов: 1-ша і 3-тя частини, Олена Фірсова: 2-га і 4-та частини, Аліса Фірсова: 5-та частина], (2010—2011)
- В. Городецька / Д. М. Смирнов „Китайська подорож“. Двадцять пісень для голосу та фортепіано на вірші Ольги Седакової (2014)

### Камерні твори
- „Соло для арфи“ (1976)
- „Фортепіанне тріо № 1“ (1977), № 2 (1992), № 3 „Tri-o-Tri“ (2005)
- „Соната“ для віолончелі та фортепіано (1978)
- „Inferno“ струнний квартет № 8 (2007)
- „Прощання“. Пам'яті Олександра Васильовича Івашкіна. Для віолончелі соло (2014)
- „Pro et contra“ (За і проти). Дві п'єси для альта та фортепіано. (2014)

### Твори для фортепіано
- „Соната“ для фортепіано № 1 (1967)
- „Соната“ для фортепіано № 2 (1980)
- „Сім ангелів Вільяма Блейка“ (The Seven Angels of William Blake) для фортепіано (1988)
- „Ангели Альбіону“ (The Angels of Albion) для фортепіано (1991)
- „Соната“ для фортепіано № 3 (1992)
- „Музика сфер“ (The Music of the Spheres) для фортепіано (1996)
- „Нитка Долі“ (String of Destiny). Соната для фортепіано № 4(2000)
- „Сонячна соната“ (Sunlight Sonata)». Соната для фортепіано № 5 (2001)
- «Блейк-соната» (Blake-Sonata). Соната для фортепіано № 6 (2008)[10]
- «Голови привидів», п'ять п'єс для фортепіано по рисунках Вільяма Блейка (2013)

### Книги
- Dmitri Smirnov. A Geometer of Sound Crystals. A Book on Herschkowitz // Studia Slavica Musicologica. Vol. 34. Verlag Ernst Kuhn, Berlin, 2003, ISBN 3-928864-99-8, 268 c.

2nd edition. Meladina Books, 2017, ISBN 978-1978167049, 268 c. on Amazon
- Dmitri Smirnov. The Anatomy of Theme in Beethoven's Piano Sonatas. // Studia Slavica Musicologica. Vol. 46. Verlag Ernst Kuhn. Berlin, 2008 ISBN 978-3-936637-19-9, 330 c.

2nd edition. Meladina Books, 2020, ISBN-13: 978-1660004478, 338 c. on Amazon
- Михаил Лермонтов. Стихи в английских переводах Дмитрия Смирнова-Садовского, РХГА, Санкт-Петербург, ISBN 978-5-88812-669-1, 39 c.
- Д. Смирнов-Садовский. В туманах Альбиона. Стихи (In the mists of Albion: Poems, Russian). CreateSpace, Meladina Books, England/USA, 2016, ISBN 978-1532845420, 110 c.
- Д. Смирнов-Садовский. Блейк. Биография. Magickal Rebirth, Magreb.org, Москва, 2017, ISBN 978-5-9500498-0-4, 376 c. [Архівовано 24 травня 2019 у Wayback Machine.]